# Allosanthus
Allosanthus es un género con una especies de plantas de flores perteneciente a la familia Sapindaceae. 

## Especies seleccionadas
- Allosanthus trifoliolatus

- Datos: Q9604474